# Masia de Vilaseca (Cunit)
La masia de Vilaseca és un edifici de Cunit (Baix Penedès) protegit com a bé cultural d'interès local.

## Descripció
És situada a la UrbanitzacióC Cunit-Cubelles. A l'antic habitatge se li ha adossat una nau de forma perpendicular que el talla. L'edifici antic presenta tres plantes. Els baixos tenen una porta d'arc rebaixat en la clau del qual hom pot veure la data 1808. La planta noble presenta un balcó de llinda, barana de ferro forjat i base. Les cobertes són de dues vessants i al punt d'unió s'alça un altre pis. Les golfes consten d'una sola finestra d'arc de mig punt, una línia d'impostes molt marcada i cobertes de dues vessants. La nova nau presenta dues plantes. Els baixos presenten una porta d'arc rebaixat al centre, una altra de més petita a l'esquerra i una finestra quadrada a la dreta. La segona planta té quatre finestres rectangulars. Tot l'edifici és precedit per un petit pati i rodejat per un tancat.

## Història
La Masia de Vilaseca fou el centre de l'antiga quadra de Vilaseca, que fou habitada de forma contínua a partir del segle xiv. Hi ha documents del 1370 que atorguen a Vilaseca 25 focs. Restà fins i tot habitada en el 1590 quan el poble de Cunit havia quedat quasi despoblat a causa de les incursions dels pirates. L'edifici actual data del 1808.